# Козлов, Анатолий Иванович
Анатолий Иванович Козлов (5 июня 1939, Стаханово, Московская область — 14 мая 2013) — советский хоккеист и тренер. Мастер спорта СССР (1963). Заслуженный тренер России.

## Спортивная и тренерская карьера
Заниматься спортом начинал как игрок в хоккей с мячом в клубе «Метеор» (Жуковский).
В хоккее с шайбой выступал:
- 1958/59 гг. — ОДО Владимир,
- 1959—1961 гг. — СКА Калинин (ныне — Тверь). Чемпион вооруженных сил (1960—1961),
- 1961/62 гг. — Сатурн (Раменское),
- 1962—1972 гг. — Химик (Воскресенск),
- 1972/73-1976 гг. — АТСЕ (Грац, Австрия) — играющий тренер.

Тренер команды «Химик» Воскресенск — 1979/80. Старший тренер клуба «Корд» Щекино — 1982/83, «Химик-2» Воскресенск — 1999/2000. Впоследствии — тренер ДЮСШ Воскресенска.
Среди его воспитанников: Андрей Ломакин (олимпийский чемпион 1988 года), Александр Смирнов (чемпион мира-1993) и Андрей Марков (чемпион мира-2008).
Отец и первый тренер известного хоккеиста Вячеслава Козлова. Дед хоккеиста Владислава Наместникова.